# Gerald Drummond
Gerald David Drummond Hernández (né le 5 septembre 1994) est un athlète costaricien, spécialiste du 400 mètres haies.
Il détient le record national du 400 m haies. Son père, homonyme, était footballeur de la sélection nationale.

## Biographie
Lors des championnats centraméricains de 2018, il remporte le 400 m haies en 49 s 85, un record national.
Il l'améliore en 49 s 80 et décroche la médaille d'argent aux championnats ibéro-américains.
Il remporte à nouveau les championnats centraméricains en 2021 à San José, avec le temps record de 49 s 31.
En 2022 il monte sur la première marche du podium des championnats ibéro-américains en réalisant un nouveau record du Costa Rica, 48 s 87.
En 2023 il est vainqueur des championnats centraméricains en 48 s 11, nouveau record national.
En juillet 2024, il est nommé porte-drapeau de la délégation du Costa Rica aux Jeux olympiques d'été de 2024, en compagnie de la coureuse cycliste Milagro Mena.

### Palmarès
| Date | Compétition                   | Lieu     | Résultat | Épreuve     | Performance |
| ---- | ----------------------------- | -------- | -------- | ----------- | ----------- |
| 2018 | Championnats ibéro-américains | Trujillo | 2e       | 400 m haies | 49 s 80     |
| 2022 | Championnats ibéro-américains | La Nucia | 1er      | 400 m haies | 48 s 87     |

### Records
| Épreuve     | Performance  | Lieu     | Date       |
| ----------- | ------------ | -------- | ---------- |
| 400 m haies | 48 s 11 (NR) | San José | 6 mai 2023 |